# Ulrike Gehring

Ulrike Gehring (2014)

Ulrike Gehring (* 1969) ist eine deutsche Kunsthistorikerin und seit 2009 Professorin an der Universität Trier.

## Leben
Gehring studierte Kunstgeschichte, Geschichte und Germanistik in Frankfurt am Main und Paris. Sie war Stipendiatin am Institut d’Histoire de l’Art et Archéologie an der Université Paris-Sorbonne (Paris IV). Anschließend folgten Forschungsaufenthalte in Washington und New York. 2003 promovierte sie an den Universitäten Frankfurt am Main und Hamburg. Von 2001 bis 2003 war sie wissenschaftliche Volontärin am Zentrum für Kunst und Medientechnologie, ab 2003 festangestellte Kuratorin und verantwortlich für die Ausstellung „Obsessive Malerei“ (MNK | ZKM). Parallel dazu nahm sie Lehraufträge an den Universitäten Frankfurt am Main und Heidelberg wahr. 2003 bis 2009 war sie Juniorprofessorin im Fach Kunstgeschichte an der Universität Trier mit den Schwerpunkten Kunst der Moderne, Gegenwartskunst und Neue Medien. 2006 etablierte sie einen weiteren, frühneuzeitlichen Forschungsschwerpunkt zur Rationalisierung des Raumes in der niederländischen Kunst des 17. Jahrhunderts. Diesen verfolgte sie auch 2008 während eines Forschungsstipendiums am German Historical Institute London.
Seit 2009 ist Ulrike Gehring Professorin im Fach Kunstgeschichte an der Universität Trier. 2014 konzipierte sie für das ZKM Karlsruhe die Ausstellung Mapping Spaces: Netzwerke des Wissens in der Landschaftsmalerei des 17. Jahrhunderts. Das Projekt fand seine Fortsetzung in mehreren Forschungskooperationen im Bereich Kunst, Natur und Technik, die im Forschungsverbund TRANSMARE heute den Transfer „maritimen Wissens“ nach 1600 untersuchen. Zudem gilt sie als Expertin für Lichtkunst des 20. Jahrhunderts, wobei insbesondere ihre jüngeren Forschungsarbeiten zu Mark Rothko in den USA weitreichend rezipiert wurden. 2015 initiierte sie mit Stephan Brakensiek die kuratorische Plattform »generator I medienkunstlabor.trier mit jährlich wechselnden Ausstellungen. Seit 2019 ist Ulrike Gehring Vizepräsidentin der Universität Trier.

## Auszeichnungen
- 2022: Deutscher Lichtkunstpreis[1]

## Schriften (Auswahl)
- Mapping Spaces. Netzwerke des Wissens in der Landschaftsmalerei des 17. Jahrhunderts, hg. mit Peter Weibel, München 2014, ISBN 978-3-7774-2230-5.
- Die Entdeckung der Ferne. Natur und Wissenschaft in der niederländischen Malerei des 17. Jahrhunderts (Hg.), Paderborn 2014, ISBN 978-3-7705-5689-2.
- Die Welt im Bild. Weltentwürfe in Kunst, Literatur und Wissenschaft seit der frühen Neuzeit (Hg.), Paderborn 2010, ISBN 978-3-7705-5051-7.
- Bilder aus Licht. Zum Bildbegriff von James Turrell im Kontext der amerikanischen Kunst nach 1945, (Frankfurt (Main), Univ., Diss., 2002) Heidelberg 2006, ISBN 978-3-936636-82-6.
- Auf der grünen Wiese. Die Trierer Universität. Architektur, Kunst, Landschaft, hg. mit Ralf Dorn und Bernd Nicolai, Trier 2004, ISBN 978-3-933701-13-8.